# حصن موسى
حصن موسى أو صبحي أو طفية أحد الحصون التاريخية الواقعة في الهدار في الأفلاج. ذكر هذا الحصن أبو محمد الهمداني في القرن الرابع الهجري، يقول: «وبالهدار حصن موسى بن نمير الحرشي، وحصن أبي سمرة، وحصن زال عني اسمه.» وهذا الحصن من أشهر الحصون وأكبرها، وبداخله آبار قديمة يستقى منها عند الحصار. وسوره عريض جدًا، وجدرانه لا تزال قائمة، استغلها بعض سكانه اليوم وهم قبيلة «النتيفات» الذي يسكنون الهدار وما حوله.